# Gentianella saxosa
Gentianella saxosa är en gentianaväxtart som först beskrevs av Johann Georg Adam Forster, och fick sitt nu gällande namn av Josef Holub. Gentianella saxosa ingår i släktet gentianellor, och familjen gentianaväxter. Inga underarter finns listade i Catalogue of Life.